# Degenerazione maculare

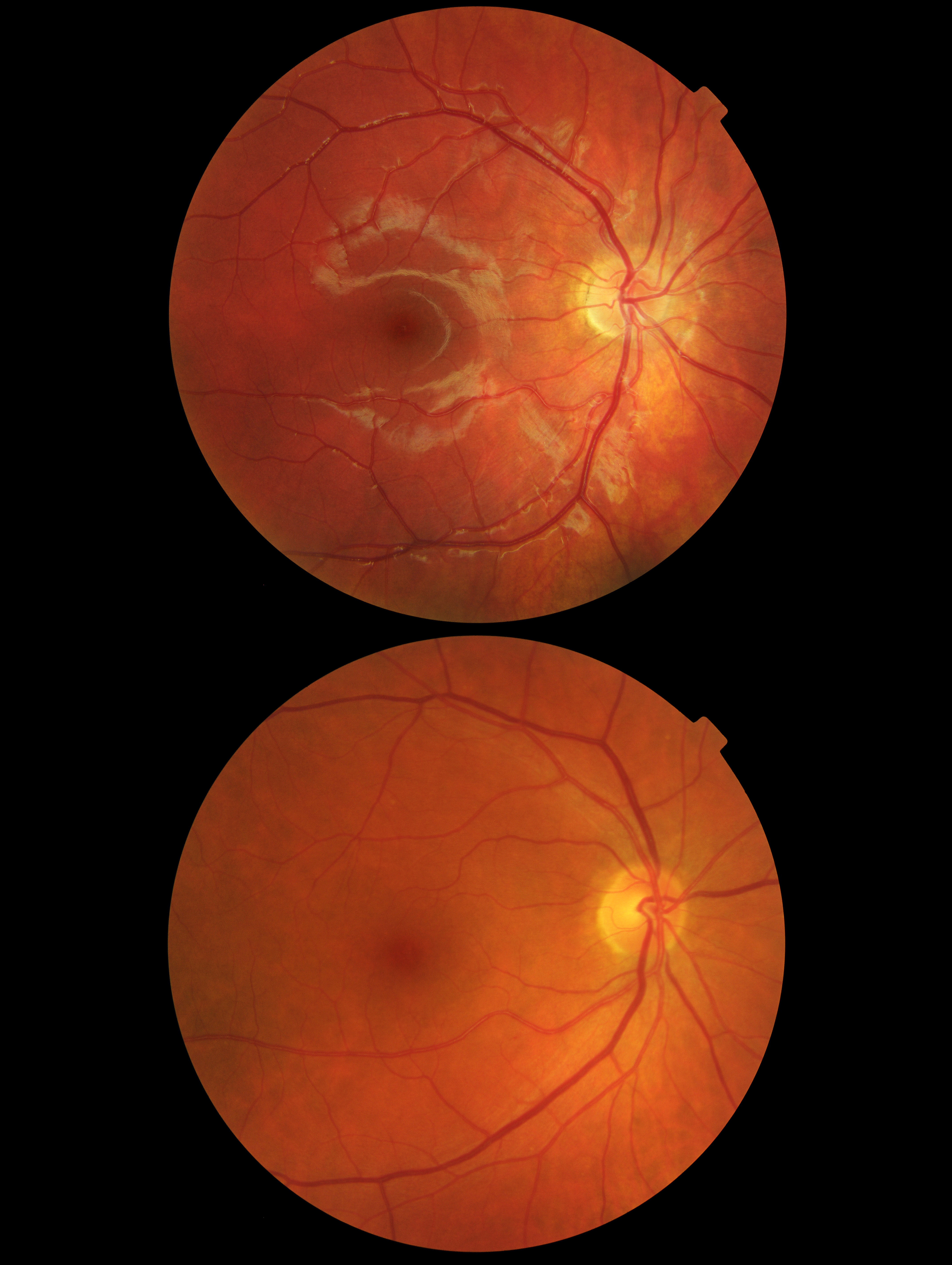
Occhio con DMLE (in alto) e occhio normale (in basso)

La degenerazione maculare legata all'età (DMLE o AMD, in inglese) è una patologia multifattoriale che colpisce la zona centrale della retina, detta macula. È ad andamento progressivo e può portare alla perdita completa e irreversibile della visione centrale.
Nei paesi industrializzati è la prima causa di ipovisione nei soggetti di età superiore ai 50 anni. Colpisce di solito a partire dai 60 anni ed è quasi sempre bilaterale.
Secondo un'indagine condotta su 600 persone italiane con più di 50 anni la degenerazione maculare è conosciuta solo dal 32%. “L’indagine ha fatto emergere un alto numero di sofferenti di questa patologia”, ha dichiarato il Presidente di Lorien Consulting e direttore della ricerca, il dottor Paolo Rossi (sondaggio di settembre 2017).“Eppure sono ancora in pochissimi a conoscerla e a ricordare dettagli correlati a essa. Chi la vive ne conosce certamente il livello di gravità, ma fra gli altri la conoscenza è talmente esigua da non sapere che basterebbe una visita medica oculistica per averne una prima diagnosi”.

## Eziologia
Attualmente non ci sono delle vere e proprie prevenzioni per la maculopatia poiché l'eziologia è ancora oggi poco chiara: la componente genetica incide molto sulla degenerazione maculare ma il tipo e il numero dei geni coinvolti sono difficili da definire.
Le cause della malattia sembrano essere genetiche e legate all'ambiente. Il fumo è considerato un fattore di rischio grave, dose dipendente, mentre meno chiare e poco consistenti sono correlazioni con esposizione alla luce solare, ipertensione, obesità, chirurgia della cataratta. I fattori causali più importanti, tuttavia, non sono modificabili, primo tra tutti la predisposizione genetica, l'età e, infine, l'avere un fototipo "chiaro".
Secondo un'analisi condotta dall'Università di Melbourne, i pazienti con degenerazione maculare dovrebbero seguire una terapia antiossidante a base di vitamina A, C ed E, perché i radicali liberi incidono molto sulla progressione della malattia. Un individuo che segue uno stile di vita poco sano e che va maggiormente incontro all'invecchiamento ha molte probabilità di andare a innescare reazioni ossidative che vanno successivamente a intaccare la retina e a sintetizzare i radicali liberi. La pericolosità di quest'ultimi sta nel fatto che causano un danno ossidativo fotodinamico alla membrana e ai sistemi enzimatici cellulari.
Gli individui maggiormente coinvolti per l'appunto sono:
- chi supera i 55 anni: il 12% dei pazienti affetti da degenerazione maculare ha all'incirca 60-70 anni, il 30% dei pazienti invece si aggira intorno ai 75 anni e infine il 60% dei pazienti ha oltre 90 anni;
- le donne, le quali sono maggiormente predisposte degli uomini;
- la popolazione con pelle bianca, la quale è maggiormente a rischio rispetto alla popolazione con pelle scura;
- chi assume regolarmente alcool, poiché quest'ultimo riduce gli antiossidanti che bloccano la proliferazione della degenerazione maculare;
- coloro che soffrono di ipertensione;
- possibilmente, chi si espone regolarmente alla luce senza protezione;
- gli individui che seguono una dieta ricca di grassi e colesterolo;
- i pazienti con problemi di obesità.

Dal 2014 si sono fatte importanti scoperte e sembra che il fattore di crescita VEGF (vascular endothelial grown factor) sia la principale causa della patologia. La VEGF è una proteina che forma nuovi vasi sanguigni: permette lo sviluppo dei feti nell'utero e rimargina le lesioni dei muscoli. La VEGF inoltre ripristina il sangue alle celle e ai tessuti quando sono privi di sangue ossigenato.

## Sintomatologia
La degenerazione maculare non porta alla cecità completa perché la visione laterale si conserva. Il sintomo principale delle maculopatie è una caratteristica perdita della funzione visiva senza tuttavia dolore. I primi sintomi possono non essere immediatamente riconosciuti poiché l'occhio sano riesce a bilanciare i problemi dell'altro nascondendoli.
I sintomi principali di chi è affetto da questa patologia possono essere i seguenti: 
- perdita di visione al centro del campo visivo (scotoma positivo), da non confondere con la visione di una macchia nera nella zona centrale del campo visivo (scotoma negativo), come denunciato da pazienti colpiti da neurite ottica. Nel nostro caso la parte dell'occhio non sana è quella della fovea, cioè la parte centrale della macula, che distorce e rende quasi irriconoscibili i volti e le espressioni di un probabile interlocutore. Tali problemi possono verificarsi e maturare molto velocemente;
- la distorsione delle immagini in quanto gli oggetti appaiono deformati e rimpiccioliti. Ad esempio, le righe di congiunzione delle piastrelle non si vedono più diritte;
- sintomi di minore frequenza sono le errate percezioni della dimensione degli oggetti osservati.

## Diagnosi
Alcuni test per la diagnosi e la valutazione della maculopatia sono:
- l'esame dell'acuità visiva, in cui i pazienti devono guardare attraverso un foro stenopeico. Il test permette di monitorare lo stato della retina;
- il test di Amsler o a griglia (una griglia di linee perpendicolari al cui centro compare un piccolo disco nero), che ha la funzione fondamentale di verificare in modo preciso la condizione della capacità visiva nell'area foveale e parafoveale. Nel caso in cui i pazienti dichiarino di non vedere linee rette ma curve la maculopatia è presente.

Per monitorare lo stato della retina esistono altri esami più accurati che utilizzano specifici strumenti, cioè:
- l'OCT (Tomografia Coerenza Ottica) è un esame essenziale per la diagnosi: si osserva se il paziente vede in maniera deformata e quindi se è affetto dalla malattia. Utilizza un fascio laser senza radiazioni nocive, non è invasivo e con esso si scansiona la retina dell'occhio del paziente con la massima risoluzione;
- la fluorangiografia (FAG) è un esame utilizzato se si sospetta oltre alla maculopatia più patologie. In questo caso si inietta un colorante (verde d'Indocina) nel braccio per far evidenziare i vasi sanguigni problematici e successivamente si documenta il tutto con degli scatti del fondo oculare per vedere la distribuzione del colore;
- l'angiografia, come la FAG, è un esame in cui si inietta un colorante nel braccio che raggiunge i vasi sanguigni della retina. Possono essere usati come coloranti sia il verde d'Indocina oppure la classica flouresceina di colore giallo.

## Tipologie
Le maculopatie si dividono in due categorie, ereditarie o acquisite.
Si riconoscono tre tipi di degenerazione maculare acquisite:
- "secca" o non essudativa;
- "umida" o essudativa o neovascolare;
- pucker maculare.

In Europa al momento 17,1 milioni di persone sono affette da degenerazione maculare, di cui circa il 25% sono colpiti dalla forma umida.

### DMLE secca
La maculopatia meno aggressiva è quella non essudativa o secca, è più lenta delle altre tipologie e meno comune. Colpisce entrambi gli occhi ma lo fa asimmetricamente: le cellule visive scompaiono o non funzionano poiché la retina si assottiglia. Circa il 90% dei pazienti presenta la forma secca e solo il 10% progredisce verso la forma umida. Per combattere questa forma attualmente non si può ricorrere al laser ma si usano integratori alimentari.
Nella DMLE secca sono presenti depositi sottoretinici (drusen), alterazioni pigmentarie e, successivamente, perdita di epitelio retinico a bordi definiti (atrofia geografica). La perdita della vista è di solito graduale e dipende dall'estensione delle lesioni a livello maculare. Non esiste alcun trattamento provato per questa forma; tuttavia, la visione centrale è spesso conservata e non tutti i pazienti vanno incontro a una grave riduzione delle capacità visive.
Le caratteristiche particolari:
- assenza di edema maculare;
- drusen dure; sulla zona maculare si formano depositi proteici e glicemici dovuti al riassorbimento sanguigno;
- non sono presenti emorragie sottoretiniche.

### DMLE umida
La maculopatia più aggressiva è quella umida: è veloce ma è tuttavia la meno diffusa. È causata da miopia, o da trombosi venosa, diabete, età, ecc. ed è la conseguenza dell'accumulo del liquido che fuoriesce dai neovasi della retina centrale che appunto va a condensarsi in una macula. In questa ultima si creano vasi sanguigni retinici anomali (neovascolarizzazione coroideale o CNV) che si evolvono creando cicatrici sottoretiniche. Il 10% dei pazienti affetti da DMLE umida hanno cicatrici non sottoretiniche ma verso la coroide.
Un'altra sottocategoria di maculopatia umida è la vasculopatia polipoidale che colpisce il 3-4% dei pazienti affetti da DMLE umida. Essa consiste in sanguinamenti sotto la retina con il successivo sollevamento dell'epitelio pigmentato.
Le terapie migliori con la forma umida intervengono attraverso iniezioni intravenali ripetute all'interno dell'occhio oppure attraverso l'uso del laser.
Le caratteristiche particolari:
- presenza significativa di edema maculare;
- drusen molli; i depositi hanno diffusione spaziale maggiore, con bordi indistinti. La proliferazione di vasi sanguigni, dovuta all'ipossia, tende ad aggravare il quadro clinico;
- presenza frequente di emorragie sottoretiniche.

Dal 2023 è disponibile l'anticorpo faricimab che, oltre ad essere una terapia anti-VEGF colpisce anche l'angipoietina-2, che consente di allungare gli intervalli di trattamento rispetto alle consuete iniezioni intravitreali mensili.

### Pucker maculare
L'ultima categoria di degenerazione maculare è chiamata pucker maculare in cui cresce una sottile membrana all'interno della retina che può portare a una visione deformata. Lo stadio precedente a esso è la maculopatia a cellophane. Per diagnosticare immediatamentre il pucker maculare si utilizza come principale strumenti il test dell'OCT.
Altre tipologie di forme acquisite sono: foro maculare idiopatico, corioretinopatia sierosa centrale, edema maculare cistoide, maculopatia miopica, membrane epiretiniche e strie angioidi. Spesso le maculopatie sono conseguenza di un uso prolungato di alcuni farmaci (antimalarici, tamoxifene, tioridazina e clorpromazina).

## Statistiche
Il 27 novembre 2017 è stato dichiarato, a seguito di uno studio pubblicato da JAMA Ophthalmology, che nel mondo occidentale la degenerazione maculare è diminuita nell'ultimo secolo: i bambini di oggi saranno in grado di vedere meglio rispetto ai loro genitori, infatti, i giovani hanno il 60% in meno di possibilità di incorrere in questa malattia.
Gli studiosi hanno esaminato i dati del Beaver Dam Eye Study (BDES) e del Beaver Dam Offspring Study (BOSS), che hanno studiato i cittadini del Wisconsin tra i 43 e 84 anni di età e i loro figli. Le persone non affette da degenerazione maculare erano 4 819 (2 746 adulti e 2 073 bambini). Tra queste 4 819 persone 857 erano nate tra il 1901 e il 1924, 2 068 nate tra il 1925 e il 1945, 1 424 nate tra il 1946 e il 1964 e 470 nate tra il 1965 e il 1984. Alla fine si notò che l’incidenza della malattia per i più anziani era 8,8%, 3% per coloro che nacquero tra il 1925 e il 1945, 1% per i cittadini nati tra il 1946 e il 1964 e 0,3% per la generazione più giovane. Il rischio di avere la maculopatia è diminuito del 65% per ogni generazione: oggi il rischio è rimasto stabile intorno al 60%.

## Trattamento
Nei casi di iniziazione della malattia, prima di un vero e proprio intervento, è necessario considerare dei piccoli consigli che possono riuscire anche a limitare il rischio dell'evoluzione della maculopatia.  Alcuni dati scientifici mostrano che attuando uno stile di vita sano molti pazienti hanno stabilizzato il deterioramento retinico.
Si tratta di modificare il proprio stile di vita, limitando il fumo di sigaretta, evitando lo sfregamento degli occhi e l'assunzione di anticoagulanti o fluidificanti ematici. Inoltre è consigliabile  un'alimentazione ricca di sostanze antiossidanti (vitamina C, vitamina E, zinco, ecc.), frutta fresca, noci e cibi ricchi di acidi grassi polinsaturi (omega-3 e omega-6) eliminando i cibi grassi. Per ridurre l'impatto dei radicali liberi è importante proteggere gli occhi dai raggi ultravioletti poiché possono reagire con dei composti di molecole sensibili che reagendo con l'ossigeno danneggiano l'epitelio pigmentato e i fotorecettori. I composti che reagiscono con l'ossigeno sono i lipidi polinsaturi di membrana, i citocromi, gli enzimi flavinici dei mitocondri, la ribofiavina libera, ecc. Per questi motivi è necessario introdurre nell'alimentazione cibi antiossidanti poiché sono in grado di aumentare l'efficacia dei complessi enzimatici essenziali, usati come difesa contro lo stress ossidativo. Infine secondo alcuni studi può aiutare far movimento fisico.
Si cerca di non operare immediatamente quando si presenta maculopatia secca, a cellophane, ecc.; quando adottare uno stile di vita più sano non basta per eliminare il problema e il paziente presenta maculopatia umida è importante intervenire immediatamente. Ovviamente ogni tipo di maculopatia deve essere trattata nel suo specifico modo, non è possibile curare una maculopatia umida con terapie adatte a una maculopatia secca o viceversa.
Bisogna tenere sotto osservazione queste forme attraverso i test citati precedentemente perché anche se la maculopatia è generalmente molto lenta si deve sempre cercare di rallentare la degenerazione retinica.
Sono state proposte svariate possibilità terapeutiche oltre agli integratori, ma i risultati sono ancora modesti. La terapia fotodinamica, le iniezioni intravitreali di triamcinolone o di farmaci anti-angiogenetici (generalmente Lucentis, Macugen e Avastin) sono i trattamenti oggi disponibili sul mercato, che possono essere somministrati come monoterapia oppure in combinazione. Altre terapie sono: il trattamento laser, la traslocazione retinica, le cellule staminali (ancora in via sperimentale) e l'impianto di cortisone. Ogni trattamento può essere associato a un altro.
Un importante studio derivato dallo studio Women's Antioxidant and Folic Acid Cardiovascular Study e pubblicato nel febbraio del 2009, ha esaminato un campione di 5 441 donne; con questa ricerca si dimostra inequivocabilmente che un supplemento nutrizionale con acido folico (2,5 mg/d), piridossina (50 mg/d) e cianocobalamina (1 mg/d) rispetto al placebo, decrementa il rischio di sviluppare la degenerazione maculare retinica età correlata (AMD) del 34%. Questo dato è anche confermato da studi più datati. Una revisione Cochrane pubblicata nel 2017 non ha confermato l'efficacia di vitamine e supplementi nella prevenzione della degenerazione maculare legata all'invecchiamento.

### Integratori
Sono disponibili nel commercio alcuni integratori alimentari a base di luteina e zeaxantina i quali sono i principali carotenoidi contenuti nella macula. Il primo carotenoide filtra la luce e quindi inibisce gli effetti nocivi delle radiazioni. Si trova nei vegetali verdi o gialli (broccoli, cavoli, spinaci, zucche e piselli); aumenta in quantità con l'andare dell'età e infatti se si assume la luteina di più nell'infanzia e nella pubertà diminuisce l'incidenza dalla malattia. La zeaxantina è un carotenoide della famiglia delle xantofille ed è presente soprattutto in alimenti come il granoturco, il succo d'arancia, il mango e il tuorlo d'uovo, ai quali conferisce, insieme al carotene, il colore.

### Trattamento laser
Per la maculopatia umida il laser può essere un buon trattamento: utilizza un raggio di luce che elimina i neovasi dal quale fuoriesce il liquido anomalo. Il laser di colore giallo serve per chiudere l'anastomosi responsabile della proliferazione angiomatosa retinica. Si può intervenire in diversi modi: se per esempio i neovasi sono ben visibili da poco tempo alla fluorangiografia possono essere chiusi con il laser mentre se sono situati al centro della macula e sono presenti da molto tempo è necessario procedere in maniera differente.
Questa terapia viene fatta in ambulatorio con l'utilizzo del collirio in sede di anestesia.

### Iniezioni intravitreali
Per bloccare direttamente la proteina VEGF sono stati messi a punto dei farmaci anti-VEGF che inibiscono la formazione di nuovi vasi sanguigni. Con questo trattamento si iniettano farmaci all'interno dell'occhio per stabilizzare lo stato delle retine dei pazienti affetti da DMLE umida. Essi bloccano la nascita dei vasi sanguigni attraverso una serie di iniezioni (1-3 mesi di iniezioni costanti fino al miglioramento) fatte in ambulatorio o in sala operatoria (in alcuni casi). Se ci dovesse essere una ricaduta visiva o se si riscontrasse la presenza del liquido ambiguo è importante fare dei nuovi esami OCT-angiografia.

#### Farmaci registrati
- Lucentis (Ranibizumab): primo farmaco anti-VEGF utilizzato. Per adesso i tre studi sul Lucentis hanno coinvolto 1 323 pazienti con più di 50 anni, che non si sono mai sottoposti a terapie e affetti dalla maculopatia di forma umida. Due su tre studi utilizzavano sia il Lucentis con iniezione sia il placebo, dove veniva somministrato senza ago ai pazienti un finto farmaco. Nel terzo studio si utilizzava sempre il Lucentis su alcuni pazienti e su altri la terapia fotodinamica. A distanza di un anno il 94-96% dei pazienti trattati con il Lucentis non avevano notato un peggioramento contro il 62% e il 64% dei pazienti trattati con le altre terapie.
- Macugen (pegaptanib), è un aptamero, cioè un piccolo frammento di RNA sintetico che si lega a una sola delle quattro isoforme della proteina VEGF impedendo il legame con il suo recettore qu: blocca la VEGF, il responsabile della crescita di vasi sanguigni anomali con la conseguente fuoriuscita di liquidi. Con Macugen sono stati portati avanti due studi della durata fino a 2 anni con 1 190 soggetti. Sempre in confronto con il placebo si è avuto un effetto positivo.
- Eylea o Aflibercept (prodotto con il metodo della tecnologia del DNA ricombinante) è una proteina artificiale creata per bloccare la crescita dell'endotelio vascolare (VEGF-A). Rispetto alle altre proteine si lega anche alla proteina del fattore di crescita placentare (PlGF), inibendo così la proliferazione dei vasi sanguigni anomali.

#### Farmaci non registrati
- Avastin (bevacizumab): anticorpo monoclonale che blocca tutte le isoforme della proteina. È registrato come trattamento dei tumori metastatici del colon retto in associazione alla chemioterapia ma è anche utilizzato per iniezioni all'interno dell'occhio per il trattamento della degenerazione maculare in forma umida.

#### Impianto di cortisone
Il cortisone è utilizzato per la cura di uveiti, edema maculare secondario a retinopatia diabetica, edema maculare secondario a occlusione venosa retinica e degenerazione maculare senile (attraverso iniezioni intravitreali). Si può somministrare in sospensione, attraverso i cristalli di triamcinolone, in soluzione oppure in fase solida, con il desametasone (Ozurdex). Quest'ultimo è ciò che viene utilizzato maggiormente: è una microcompressa che si scioglie lentamente fino a riassorbimento completo. Come per le iniezioni intravitreali precedenti le somministrazioni devono avvenire per 4-5 mesi consecutivi.
Il desametason è un corticosteroide e blocca il fattore di crescita endoteliale vascolare (VEGF) e altre sostanze coinvolte. Gli studi sull'Ozurdex sono stati due, condotti su 1 267 pazienti con maculopatia. Come negli altri studi veniva comparato il desametasone con il placebo, una finta iniezione. Gli effetti positivi si sono presentati dopo 90, 180 giorni: il 23% dei pazienti sottoposti all'esame di vista standard erano riusciti a leggere molte più lettere della tabella contro il 17% di pazienti curati con placebo. Nel secondo studio le percentuali rimasero stabili: un 22% contro un 12%.
Il dosaggio e il prolungamento nel tempo del cortisone e della terapia può portare a degli effetti indesiderati, come l'aumento della pressione intraoculare, l'emorragia congiuntivale (la probabile conseguenza dell'iniezione) e la formazione della cataratta (per eliminare il cortisone in circolo il paziente deve curarsi con un collirio). Infine, il paziente per essere sottoposto a questa terapia non deve essere allergico né all'Ozurdex né ai suoi eccipienti.

### Traslocazione retinica
Con l'intervento della traslocazione retinica si ruota, come dice il nome stesso, la retina dell'occhio spostando la macula dove l'epitelio pigmentato non è stato ancora danneggiato. È un'operazione molto complessa ma nel 30% (delle volte anche il 50%) dei casi riesce a stabilizzare la maculopatia.
Prima di decidere di portare avanti un'operazione simile il paziente deve fare altri esami per verificare quale sia lo stato della retina nelle altre zone dell'epitelio pigmentato. Nel caso in cui la retina sia in perfette condizioni si porta avanti l'operazione: la retina viene stabilizzata iniettando olio di silicone mentre il laser a 360° esegue la corretta adesione. Alla fine la visione dell'occhio sarà ruotata e per eliminare questa modifica il chirurgo dovrà indurre una rotazione inversa dei muscoli oculari mentre asporterà l'olio di silicone.

### Terapia fotodinamica
La terapia fotodinamica è spesso usata insieme alle iniezioni intravitreali e per la cura della maculopatia miope e umida. Con questa terapia si inietta endovena una sostanza fotosensibilizante, chiamata Verteporfina, che si accumula selettivamente nei neovasi. La Verteporfina viene attivata attraverso un laser non termico il quale produce le forme reattive dell’ossigeno in grado di distruggere i vasi sanguigni selezionati.
Messa a punto nell'ambito oncologico la terapia deve essere ripetuta più volte: 3-4 volte nel corso nel primo anno e 2-3 volte nel secondo anno. Nei tre giorni dopo le sedute è importante non esporsi al sole poiché la luce potrebbe creare dei danni.
Gli studi sulla Verteporfina, anche detta Visudyne, sono stati sostanzialmente due della durata di due anni: sono stati scelti ben 609 pazienti, alcuni trattati con la terapia fotodinamica mentre altri sono stati sottoposti a un "non" trattamento, ovvero il placebo. Dopo aver superato i primi esami, ben 476 soggetti hanno continuato lo studio per altri 5 anni in concomitanza con un altro studio con altri 120 soggetti. Sessantasette di quest'ultimi hanno continuato il trattamento per altri 5 anni.
Alla fine di questi studi fu riscontrato che una grande percentuale di pazienti dopo un anno dal trattamento miglioravano la loro vista, infatti essi riuscivano a leggere ben 15 lettere disposte su tre linee della tabella ortottica.
La Verteporfina è ancora in fase di sperimentazione ma la sua efficacia e selettività è stata dimostrata dopo aver appurato quale fosse la giusta dose e la giusta lunghezza d'onda a cui doveva arrivare il raggio laser per distruggere i neovasi.

### Cellule staminali
Il trattamento ancora sperimentale avviene attraverso il trapianto di cellule epiteliali del pigmento retinico derivato dalle cellule staminali pluripotenti indotte: si preleva un pezzetto di cute da un paziente affetto da degenerazione maculare e si isolano le cellule per trasformarle in cellule della retina. In Giappone sono gli studiosi Masayo Takahashi, Project Leader Riken Center for Development Biology, Kobe City Medical Center General Hospital a occuparsene. In particolare a Roma al Palazzo dell'informazione è stato dichiarato da Takahashi: "Abbiamo effettuato la prima applicazione di cellule staminali pluripotenti nel 2014, su un paziente affetto da degenerazione maculare senile. Le cellule sono state prelevate dalla cute e successivamente trasformate in cellule staminali pluripotenti e apposte al tessuto retinico. Oggi effettuiamo ricerche cliniche per il trapianto allogenico utilizzando cellule derivate da staminali di un donatore. Il nostro obiettivo è dimostrare la sicurezza ed efficacia di questa procedura per la cura delle malattie della retina".

## Nella cultura
Una donna affetta da degenerazione maculare è protagonista di Con gli occhi dell'assassino, film di Guillermo del Toro con Belén Rueda, in cui è possibile assistere con gli occhi del malato alla progressiva perdita della vista, in seguito ad attacchi di tensione.